# Bahnhof Milano Cadorna

Der Bahnhof Milano Cadorna (früher Stazione di Milano Nord) ist neben der Stazione Centrale, der Stazione Porta Garibaldi und der Stazione Porta Genova einer der vier Kopfbahnhöfe im Zentrum der norditalienischen Metropole Mailand. Er liegt im Nordwesten des Zentrums, nahe dem Castello Sforzesco und der Mailänder Triennale am Piazzale Luigi Cadorna. Der Bahnhof wurde von den Ferrovienord betrieben; von dort verkehren ausschließlich Züge der lombardischen Eisenbahngesellschaft Trenord.

## Geschichte
Eröffnet wurde die Station im Jahre 1879, als die damalige Società Anonima Ferrovie Milano-Saronno e Milano-Erba – die Vorgängerin der FNM – die Bahnstrecke Milano–Saronno eröffnete. Der damalige Bahnhofsbau war chaletartig erbaut worden. 1920 wurde die Station, nach erfolgter Verkehrszunahme, erweitert. Im Zweiten Weltkrieg wurde er durch alliierte Bombenangriffe völlig zerstört. Die heutigen Ausmaße erhielt der Bahnhof durch den Wiederaufbau nach dem Krieg.
Als Vorbereitung auf den Malpensa Express, welcher Cadorna mit dem Flughafen Mailand-Malpensa verbindet, wurde er in den Jahren 1999 und 2000 umfassend umgebaut.

## Verkehr

### Eisenbahn
Der Bahnhof wird von Trenord-Regionalzügen und von zwei Linien der S-Bahn Mailand, welche auch durch die Trenord betrieben werden, bedient.

#### S-Bahn
| Linie | Verlauf |
| ----- | --- |
|       | Saronno – Saronno Sud – Caronno Pertusella – Cesate – Garbagnate Milanese – Garbagnate Parco delle Groane – Bollate Nord – Bollate Centro – Novate Milanese – Milano Nord Quarto Oggiaro – Milano Bovisa Politecnico – Milano Domodossola – Milano Cadorna |
|       | Camnago-Lentate – Seveso – Cesano Maderno – Bovisio Masciago-Mombello – Varedo – Palazzolo Milanese – Paderno Dugnano – Cormano-Cusano Milanino – Milano Bruzzano – Milano Affori – Milano Bovisa Politecnico – Milano Domodossola – Milano Cadorna        |

#### Übriger Bahnverkehr
| Linie | Verlauf |
| ----- | --- |
| RE 1  | Laveno-Mombello Lago – Cittiglio – Gemonio – Cocquio-Trevisago – Gavirate – Barasso-Comerio – Morosolo-Casciago – Varese-Casbeno – Varese Nord – Malnate – Tradate – Saronno – Milano Bovisa Politecnico – Milano NordDomodossola – Milano Cadorna                                   |
| RE 7  | Como Lago – Como Borghi – Como Camerlata – Grandate-Breccia – Lomazzo – Saronno – Milano Bovisa Politecnico – Milano Domodossola – Milano Cadorna |
| R 16  | Milano Cadorna – Milano Domodossola – Milano Bovisa Politecnico – Milano Affori – Cesano Maderno – Seveso – Meda – Cabiate – Mariano Comense – Carugo-Giussano – Arosio – Inverigo – Lambrugo-Lurago – Merone – Erba – Pontelambro-Castelmarte – Caslino d’Erba – Canzo – Canzo-Asso |
| R 17  | Milano Cadorna – Milano Domodossola – Milano Bovisa Politecnico – Saronno – Rovello Porro – Rovellasca-Manera – Lomazzo – Caslino al Piano – Cadorago – Fino-Mornasco – Portichetto-Luisago – Grandate-Breccia – Como Camerlata – Como Borghi – Como Lago                            |
| R 22  | Varese Nord – Malnate – Vedano Olona – Venegono Superiore-Castiglione – Venegono Inferiore – Tradate – Tradate Abbiate Guazzone – Locate Varesino-Carbonate – Mozzate – Cislago – Gerenzano-Turate – Saronno – Milano Bovisa Politecnico – Milano Domodossola – Milano Cadorna       |
| R 27  | Milano Cadorna – Milano Domodossola – Milano Bovisa Politecnico – Saronno – Rescaldina – Castellanza – Busto Arsizio Nord – Vanzaghello-Magnago – Castano Primo – Turbigo – Ponte Ticino – Galliate – Novara Nord                                                                    |

- MXP Malpensa Express